# Wucheng
Wucheng (en chino simplificado, 婺城区; pinyin, Wùchéng qū) es un distrito urbano bajo la administración directa de la ciudad-prefectura de Jinhua. Se ubica en la provincia de Zhejiang, este de la República Popular China. Su área es de 1391 km² y su población total para 2010 fue más de 700 mil habitantes.

## Administración
El distrito de Wucheng se divide en 23 pueblos que se administran en 9 subdistritos, 9 poblados y 5 villas.